# Joris Mathijsen
Joris Mathijsen (n. 5 aprilie 1980, Goirle, Brabantul de Nord) este un fost jucător de fotbal neerlandez, care a jucat pentru echipe precum Hamburger SV sau Feyenoord Rotterdam și pentru Echipa națională de fotbal a Țărilor de Jos.

## Statistica carierei la club
| Sezon   | Club         | Apar | Goluri | Competiție |
| ------- | ------------ | ---- | ------ | ---------- |
| 1998–99 | Willem II    | 1    | 0      | Eredivisie |
| 1999–00 | Willem II    | 7    | 0      | Eredivisie |
| 2000–01 | Willem II    | 22   | 1      | Eredivisie |
| 2001–02 | Willem II    | 31   | 1      | Eredivisie |
| 2002–03 | Willem II    | 34   | 1      | Eredivisie |
| 2003–04 | Willem II    | 32   | 3      | Eredivisie |
| 2004–05 | AZ Alkmaar   | 25   | 1      | Eredivisie |
| 2005–06 | AZ Alkmaar   | 25   | 0      | Eredivisie |
| 2006–07 | AZ Alkmaar   | 1    | 1      | Eredivisie |
| 2006–07 | Hamburger SV | 32   | 0      | Bundesliga |
| 2007–08 | Hamburger SV | 31   | 1      | Bundesliga |
| 2008–09 | Hamburger SV | 33   | 2      | Bundesliga |
| 2009–10 | Hamburger SV | 33   | 1      | Bundesliga |
| Total   |              | 307  | 12     |            |